# 上牧村
上牧村（かみまきむら）は、かつて岐阜県武儀郡にあった村である。
村名は、この地域の昔からの通称「牧谷」の上流側に位置することに由来する。
現在の美濃市の北西部、板取川沿い、および乙狩川沿いの村である。

## 歴史
- 江戸時代末期、この地域は尾張藩領であった。
- 1889年（明治22年）7月1日 - 上野村、乙狩村、御手洗村、小倉村が合併し発足。
- 1954年（昭和29年）4月1日 - 美濃町、洲原村、下牧村、大矢田村、藍見村、中有知村と合併し美濃市が発足。同日上牧村廃止。

## 教育
- 上牧村立上牧小学校 （2009年に統合。現・美濃市立牧谷小学校）
  - 御手洗分校 （1965年閉校）
- 上牧村立上牧中学校 （1965年に統合。現・美濃市立美濃北中学校）

## 神社・仏閣
- 瀧神社
- 上野八幡神社